# Hadrend
A hadrend a fegyveres erők katonai szervezeteinek, személyi állományának és fegyverzetének részletes csoportosítása, szervezeti tagozódása.
A békehadrend a békében is fenntartott katonai szervezetek csoportosítása, szervezeti, alárendeltségi viszonyainak rögzítése. Háborús körülmények között léptetik életbe a mozgósítási hadrendet.

## Története
A Magyar Királyi Honvédség a második világháború előtt hozta létre a Huba hadrendet, amit gazdaságilag a győri program alapozott meg.
A Magyar Néphadsereg 1949 őszén Petőfi fedőnévvel alakított ki új hadrendet.

## Forrás
- ↑ Hadlex: Szabó József (főszerkesztő): Hadtudományi lexikon. Budapest: Magyar Hadtudományi Társaság. 1995.  ISBN 963-04-5226-x Két kötetben